# 朱君友

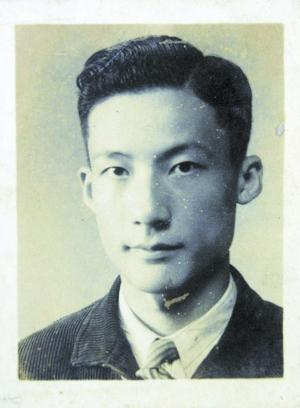

朱君友（1917年10月—2004年10月11日），原中国共产党外围组织成员，中国民主同盟盟员，成都十二桥惨案的幸存者。

## 生平
1917年10月，朱君友出生于四川成都的一个地主家庭。上中学期间，他参加了中国共产党的外围组织成都大众抗敌宣传团。1945年4月起，他每天晚上在家收听广播，并将其整理为情报，次日秘密交给中共地下党。1946年，他加入中国民主同盟。1946年至1949年间，他负责成都市民盟的财务和资金的组织工作。1949年11月某日晚，他携情报途经成都玉带桥时碰上中国国民党特务搜查，因所带情报被搜出而被捕。他在遭到酷刑后仍不自首，遂被转移到位于将军衙门的四川省特种委员会（简称“省特委”）看守所。
1949年11月30日，中国人民解放军占领重庆。此后中国人民解放军进逼成都。12月3日，毛人凤在包括朱君友在内的36名所谓情节重大政治犯名单上批示“一律枪决”。12月6日夜，在预定枪决的前一天，朱君友被杨夷甫和徐中齐接出牢房。杨夷甫时任四川省行辕上校，徐中齐是杨夷甫的表弟，而朱君友的妻子杨汇川是杨夷甫之妹。朱君友遂该关系而获释。1965年，朱君友开始在成都市东城区环卫局工作，1982年退休，此后在家养病。
2004年10月11日，朱君友因肝癌在成都去世。享年87岁。